# Wolfgang Duffner
Wolfgang Duffner (* 5. Juli 1937 in Stuttgart) ist ein deutscher Schriftsteller.

## Leben
Wolfgang Duffner wuchs auf in Freiburg im Breisgau und in Sasbach. Er studierte Geschichte, Archäologie und Germanistik an den Universitäten in Freiburg und Wien. Nach mehrjährigem Aufenthalt in Südamerika kehrte er nach Deutschland zurück und war bis 1993 als Lehrer in Villingen tätig. Duffner lebt heute in Brigachtal.
Wolfgang Duffner ist Verfasser von Romanen, Erzählungen, Theaterstücken und Hörspielen. Er gehört dem Verband Deutscher Schriftsteller an und erhielt 1982 den Preis des Ministeriums für Entwicklungshilfe sowie 1983 den Volksstückpreis des Baden-Württembergischen Ministeriums für Jugend und Sport.

## Werke
- Äulemer Kreuz, Frankfurt am Main 1980
- Das neue Rollwagenbüchlein, Moos [u. a.] 1985
- Kusters Tour, Bühl-Moos 1986
- Helles Haus vor dunklem Grund, Konstanz 1991
- Der Traum der Helden, Lahr 1997
- Mehr geneigt ins Nichts, Gerlingen 1999
- Roggenbach im letzten Jahr, Tübingen 2001
- Der Gesang der Hähne, Tübingen 2004